# En busca del coral
En busca del coral es una película documental estadounidense del 2017 acerca de un equipo de buzos, científicos y fotógrafos alrededor del mundo que documentan la desaparición de los arrecifes de coral. En busca del coral estuvo producido por Exposure Labs y dirigido por Jeff Orlowski. La premier del documental fue en el Festival de Cine de Sundance de 2017 y fue lanzado globalmente en la plataforma de Netflix como Documental Original  de Netflix en julio de 2017. Jeff Orlowski ha dirigido anteriormente la película Persiguiendo el Hielo de 2012, la cual comparte una gráfica similar a En busca del Coral.

## Banda sonora
Saul Simon MacWilliams y Dan Romer compusieron la música para la película. Romer también coescribió una canción original, "Tell me how long", en conjunto con Kristen Bell.

## Recepción
La película ganó el Premio de la Audiencia para Documental de EE. UU. en el Festival de Cine de Sundance de 2017.